# Lijst van Amerikaanse soapseries
Hieronder staat een alfabetische lijst Amerikaanse soapseries.

## A
- A Time for Us (1964-1966)
- A World Apart (1970-1971)
- All My Children (1970-2011, 2013)
- Another Life (1981-1984)
- Another World (1964-1999)
- As the World Turns (1956-2010)

## B
- The Bennetts (1953)
- Beverly Hills, 90210 (1990-2000)
- The Bold and the Beautiful (1987-)
- The Brighter Day (1954-1962)

## C
- Capitol (1982-1987)
- The City (1995-1997)
- The Colbys (1985-1987)

## D
- Dallas (1979-1991)
- Dark Shadows (1966-1971)
- Days of our Lives (1965-)
- Desperate Housewives (2004-2012)
- The Doctors (1963-1982)
- Dynasty (1981-1989)

## E
- The Edge of Night (1956-1984)

## F
- Falcon Crest (1981-1990)
- The First Hundred Years (1950-1951)
- Flamingo Road (1981-1982)

## G
- General Hospital (1963-)
- Generations (1989-1991)
- Guiding Light (1952-2009)
- Grey's Anatomy (2005-)

## H
- How to Survive a Marriage (1974-1975)

## K
- Knots Landing (1979-1993)

## L
- Love is a Many Splendored Thing (1967-1973)
- Love of Life (1951-1980)
- Loving (1983-1995)

## M
- Mary Hartman (1976-1978)
- Melrose Place (1992-1999)
- Morning Star (1965)

## N
- Never Too Young (1965-1966)

## O
- One Life to Live (1968-2013)
- One Man's Family (1949-1955)
- One Tree Hill   (2003-2012)

## P
- Pasadena (2001)
- Passions (1999-2008)
- Peyton Place (1964-1969)
- Port Charles (1997-2003)
- Portia Faces Life (1954-1955)

## R
- Ryan's Hope (1975-1989)

## S
- Santa Barbara (1984-1993)
- Savannah (1996-1997)
- Search for Tomorrow (1951-1986)
- The Secret Storm (1954-1974)
- Sisters (1991-1996)
- Soap (1977-1981)
- Somerset (1970-1976)
- Sunset Beach (1997-1999)

## T
- The Valleys (2012-2013)
- Texas (1980-1982)
- Three Steps to Heaven (1953-1954)

## V
- Valliant Lady (1953-1957)

## W
- Where the Heart Is (1969-1973)

## Y
- The Young and the Restless (1973-)
- The Young Marrieds (1964-1966)